# Minerul Lupeni
Minerul Lupeni war ein rumänischer Fußballverein aus Lupeni, Kreis Hunedoara. Der Verein spielte zuletzt in der zweithöchsten rumänischen Fußballliga, der Liga II. Er gehörte insgesamt vier Jahre der höchsten Spielklasse, der Liga 1, an. Sein größter Erfolg ist die rumänische Vizemeisterschaft im Jahr 1928.

## Geschichte
Minerul Lupeni wurde im Jahr 1920 unter dem Namen Jiul Lupeni (benannt nach dem Fluss Jiu, an dem Lupeni liegt) gegründet. Im Jahr 1922 nahm der Verein erstmals an der regionalen Meisterschaft von Arad teil, konnte sich aber nicht für die nationale Endrunde qualifizieren. Dies gelang zum einzigen Mal in der Saison 1927/28. Nach einem Erfolg gegen România Cluj im Viertelfinale und einem kampflosen Weiterkommen im Halbfinale stand Minerul im Endspiel, wo es gegen Colțea Brașov unterlag. Dies ist bis heute der größte Erfolg der Vereinsgeschichte.
Im Jahr 1931 wurde der Vereinsname in Minerul Lupeni geändert, was auf Deutsch Bergarbeiter bedeutet. Als im Jahr 1932 die Divizia A gegründet wurde, war Minerul ebenso wenig dabei wie im Jahr 1934, als die Divizia B aus der Taufe gehoben wurde. Der Verein beteiligte sich erst mit Gründung der Divizia C im Jahr 1937 wieder am überregionalen Spielbetrieb und ihm gelang prompt der Aufstieg in die Divizia B.
Nach dem Zweiten Weltkrieg nahm Minerul den Spielbetrieb zwar wieder in der Divizia B auf, stieg aber unmittelbar ab. Da die Divizia C in diesem Zeitraum nur sporadisch durchgeführt wurde, spielte der Verein meist in der regionalen Meisterschaft, ehe im 1951 unter dem neuen Namen Flacăra Lupeni die Rückkehr gelang (im Jahr 1950 war er kurzzeitig als Partizanul Lupeni angetreten).
Im Jahr 1953 wurde der Name erneut geändert – diesmal in den heute noch gültigen Namen Minerul Lupeni – und im Jahr 1959 gelang dem Klub zum bisher einzigen Male der Aufstieg in die höchste rumänische Spielklasse, die Divizia A. Nach vier Jahren folgte allerdings wieder der Abstieg, nachdem Minerul stets um die Klassenverbleib gekämpft hatte.
In den folgenden Jahren spielte Minerul stets in der Divizia B und in der Divizia C. Nach dem letztmaligen Aufstieg unter Trainer Adrian Matei im Jahr 2005 gehört der Verein der Liga II an. Der im Juli 2007 verpflichtete Trainer Marin Tudorache wurde am 27. September 2008 nach der Heimniederlage gegen Jiul Petroșani entlassen und durch den Co-Trainer Iosif Rus und den Spieler Ion Dumitra ersetzt. Da beide nicht über die notwendigen Trainerlizenzen verfügten, musste der Verein eine Geldstrafe hinnehmen. Daraufhin wurde Anfang November 2008 Carol Creiniceanu als offizieller Trainer geholt, der sich im Dezember 2008 allerdings einer Augen-Operation unterziehen musste und das Team in keinem einzigen Spiel betreuen konnte. Dumitra und Rus übernahmen daraufhin erneut das Training. Co-Trainer Iosif Rus verstarb am 11. Juli 2010 während eines Urlaubaufenthalts in Portugal.
Nach den enttäuschenden Ergebnissen, die unter dem neuen Trainer Ionel Augustin an den ersten sechs Spieltagen der Zweitligasaison 2010/11 erzielt worden waren, beschlossen die örtlichen Behörden, den Klub nicht weiter finanziell zu unterstützen. Minerul Lupeni zog sich am 13. Oktober 2010 aus sämtlichen Meisterschaften zurück und löste sich daraufhin auf.

## Erfolge
- Rumänischer Vizemeister: 1928
- Aufstieg in die Divizia A: 1959

## Ehemalige Trainer
- Adrian Matei (2005)
- Dan Mănăilă (Anfang 2006 bis Juli 2007)
- Marin Tudorache (Juli 2007 bis 27. September 2008)
- Iosif Rus und Ion Dumitra (27. September 2008 bis November 2008, Dezember 2008 bis 2009)
- Carol Creiniceanu (November 2008 bis Dezember 2008)
- Petre Gigiu (Juni 2009 bis 2010)
- Ionel Augustin (Juli 2010 bis September 2010)